# Институт по биология Солк
Институтът Солк (на английски: Salk Institute for Biological Studies) е независима научна лаборатория в кв. Ла Хоя, Сан Диего, Калифорния, занимаваща се с научни изследвания в областта на генетиката и молекулярната биология. Основан е от Джонас Солк, открил ваксина за полиомиелит.

## Архитектура
Комплексът от сгради на института е проектиран от Луис Кан. Счита се, че е сред най-добрите образци на модерната архитектура. Главната сграда се състои от 2 тела по 4 етажа, оформящи открит двор помежду си. По средата на двора тече поточе от вода, водещо към широка гледка над Тихия океан.

## Личности
Личности, свързани с института:
- Франсис Крик, Нобелов лауреат за медицина, съоткривател на структурата на молекулата на ДНК.